# Dorididae
Dorididae Rafinesque, 1815 è una famiglia di molluschi nudibranchi.

## Tassonomia
Comprende i seguenti generi:
- Aphelodoris Bergh, 1879
- Artachaea Bergh, 1881
- Conualevia Collier & Farmer, 1964
- Doriopsis Pease, 1860
- Doris Linnaeus, 1758
- Goslineria Valdés, 2001
- Pharodoris Valdés, 2001